# Ankogel (horská skupina)
Ankogel, skupina Ankogel (německy Ankogelgruppe) je horská skupina na východě Vysokých Taur.
Leží na jihu Rakouska, ve spolkových zemích Korutany a Salcbursko.
Nejvyšší horou skupiny je Hochalmspitze (3 360 m). Nejvíce známou horou je druhý nejvyšší vrchol pohoří Ankogel (3 256 m).
Skupina Ankogel východně navazuje na skupinu Goldberg a je součástí Národního parku Vysoké Taury. Severozápadně od skupiny leží město Bad Gastein.